# Sid Grauman
Sid Grauman, nato Sidney Patrick Grauman (Indianapolis, 17 marzo 1879 – Los Angeles, 5 marzo 1950), è stato un imprenditore, attore e uomo di spettacolo statunitense che viene ricordato per avere creato a Hollywood il Chinese Theatre e l'Egyptian Theatre.
È stato uno dei 36 membri fondatori dell'Academy of Motion Picture Arts and Sciences (AMPAS) nel 1927, organizzazione per il miglioramento e la promozione mondiale del cinema che nel 1929 istituì il Premio Oscar.

## Biografia
Era nato in una famiglia di attori: sua madre si chiamava Rosa Goldsmith (1853–1936), suo padre era David Grauman. Insieme a lui, quando era ancora molto giovane, si recò a Dawson City, nello Yukon, città simbolo della grande corsa all'oro che era iniziata in quella zona e nel vicino Klondike a partire dal 1896. Lì, andava a consegnare i giornali a domicilio: un giorno, un negoziante gli diede cinquanta dollari per una copia, per poi recuperare il denaro speso facendo pagare ai minatori locali una sorta di biglietto per poter assistere nel suo negozio alla lettura ad alta voce delle notizie del giornale. Nello Yukon, dove vide il suo primo film, il giovane Sid imparò presto una lezione: che la gente è sempre disposta a pagare per l'intrattenimento. Cercatore fallito nella corsa dell'oro, suo padre David aveva inizialmente avuto l'idea di costruire nello Yukon un teatro. Insieme al figlio, iniziò a organizzare eventi, come gli incontri di pugilato che rendevano molto bene. Tanto che, quando la famiglia decise di andarsene per assistere la sorella di David, che si era ammalata, trasferendosi in California e stabilendosi a San Francisco, Sid decise di rimanere ancora per qualche tempo nello Yukon prima di raggiungere i suoi a San Francisco nel 1900. In quella città, i Grauman aprirono delle sale di vaudeville e furono determinanti nella fondazione della Vaudeville Northwest Company, una compagnia teatrale che copriva le aree tra San Francisco, Minneapolis e Portland e che, a prezzi ragionevoli, offriva intrattenimento agli abitanti dell'area nord-occidentale degli Stati Uniti. David cercò anche di allargarsi sulla costa orientale e a New York, pur se con scarso successo. Nel 1903, Grauman aveva inaugurato l'Unique Theatre a San José, sala che ospitò proiezioni cinematografiche, compagnie teatrali, spettacoli amatoriali e di vaudeville. Tra i dilettanti che si esibirono nella sala, quello che sarebbe diventato il più famoso fu senz'altro Roscoe "Fatty" Arbuckle.
Diverse circostanze che li privarono dei loro teatri portarono i Grauman a non lavorare per un certo periodo. Ma, quando, nel 1906, il terremoto di San Francisco distrusse sia l'Unique sia il Lyceum Theatre, Sid, dopo aver salvato un proiettore cinematografico sottratto alle rovine, riuscì a ottenere un tendone da un predicatore evangelista di Oakland e, con alcuni banchi presi da una chiesa distrutta, montò sul luogo del loro vecchio Unique, in quella tenda, un teatro che i Grauman gestirono per i seguenti due anni, ricevendo l'elogio della città per aver contribuito a sostenere e sollevare il morale della popolazione. Nel frattempo, Grauman aveva aperto il New National Theatre e, quindi, l'Imperial e l'Empress, sempre a San Francisco, per poi espandersi in altre città californiane del nord. Nel 1917, i Grauman decisero di spostarsi a Los Angeles, avviando un'intesa commerciale con Adolph Zukor, il futuro proprietario e fondatore della Paramount Pictures, che accettò di comperare da loro le sale di San Francisco e di aiutarli a finanziare le loro attività teatrali a Los Angeles dove Grauman avrebbe fondato il Princess Theatre e il Chinese Theatre di Hollywood. Un altro degli edifici legati all'intrattenimento fatti costruire da Sid Grauman fu l'Hollywood Roller Bowl, dove si esibiva Gloria Nord (1922-2009), famosa pattinatrice su rotelle che fu scoperta proprio in quel periodo.

### Chinese Theatre

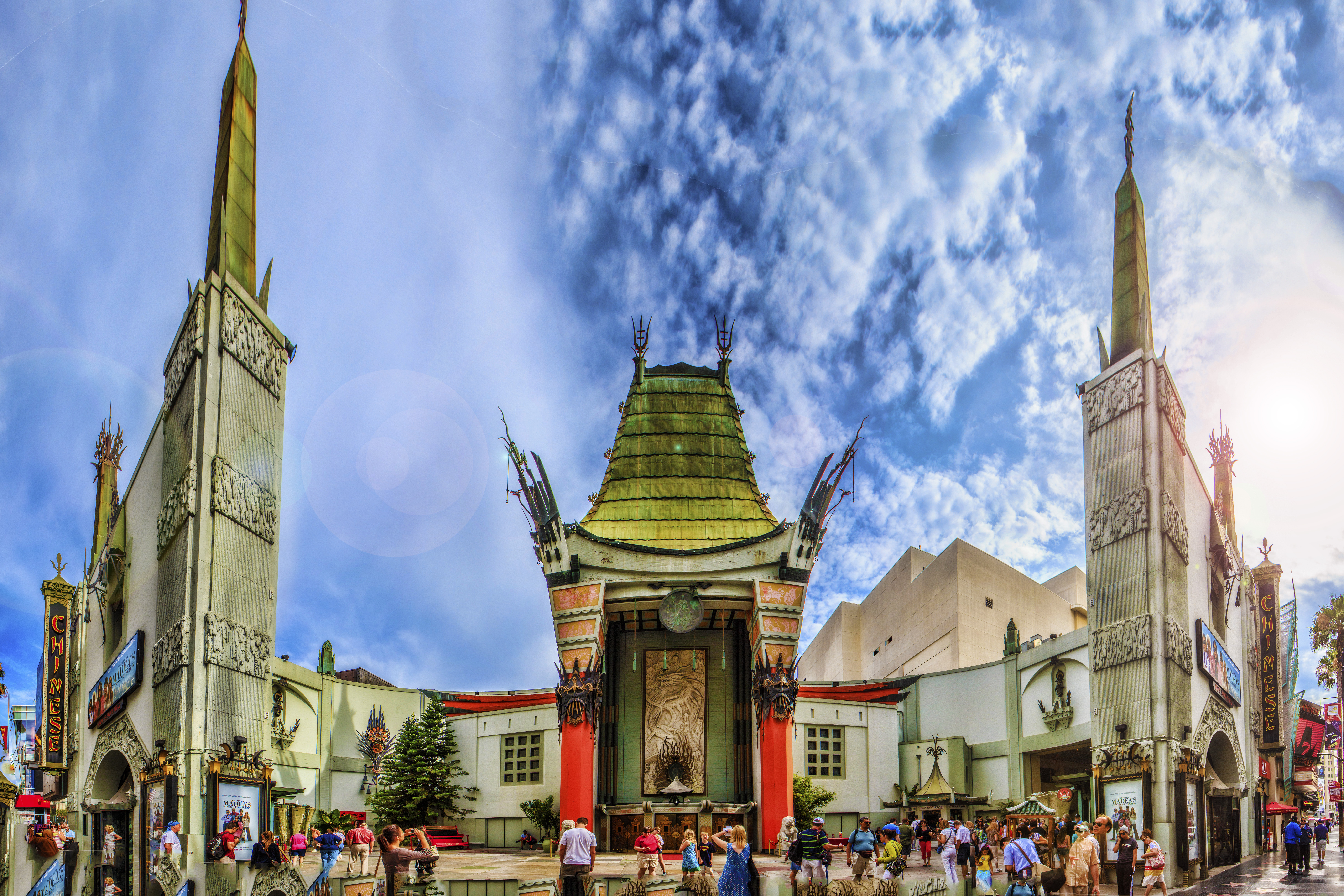
Il Grauman's Chinese Theatre

Nel 1918, fu inaugurata la prima delle tre grandi sale cinematografiche losangeline, il Million Dollar Theatre. David Grauman non poté mai vedere il completamento dell'Egyptian Theatre, la cui costruzione fu completata nel 1922, l'anno seguente alla sua morte. Sid, rimasto solo, iniziò nel 1926 la costruzione del suo ultimo progetto, il Chinese Theatre, che venne inaugurato il 18 maggio 1927 con l'anteprima del film Il re dei re. L'edificio, che sarebbe diventato una delle attrazioni più visitate del mondo del cinema, sfoggiava arredamenti importati direttamente dalla Cina; artigiani cinesi erano stati impiegati per creare opere scultoree che furono dapprima poste nel cortile interno del teatro, per poi essere spostate al suo interno. Nel piazzale, nacque quasi per caso la famosa tradizione delle impronte dei divi impresse nel cemento.

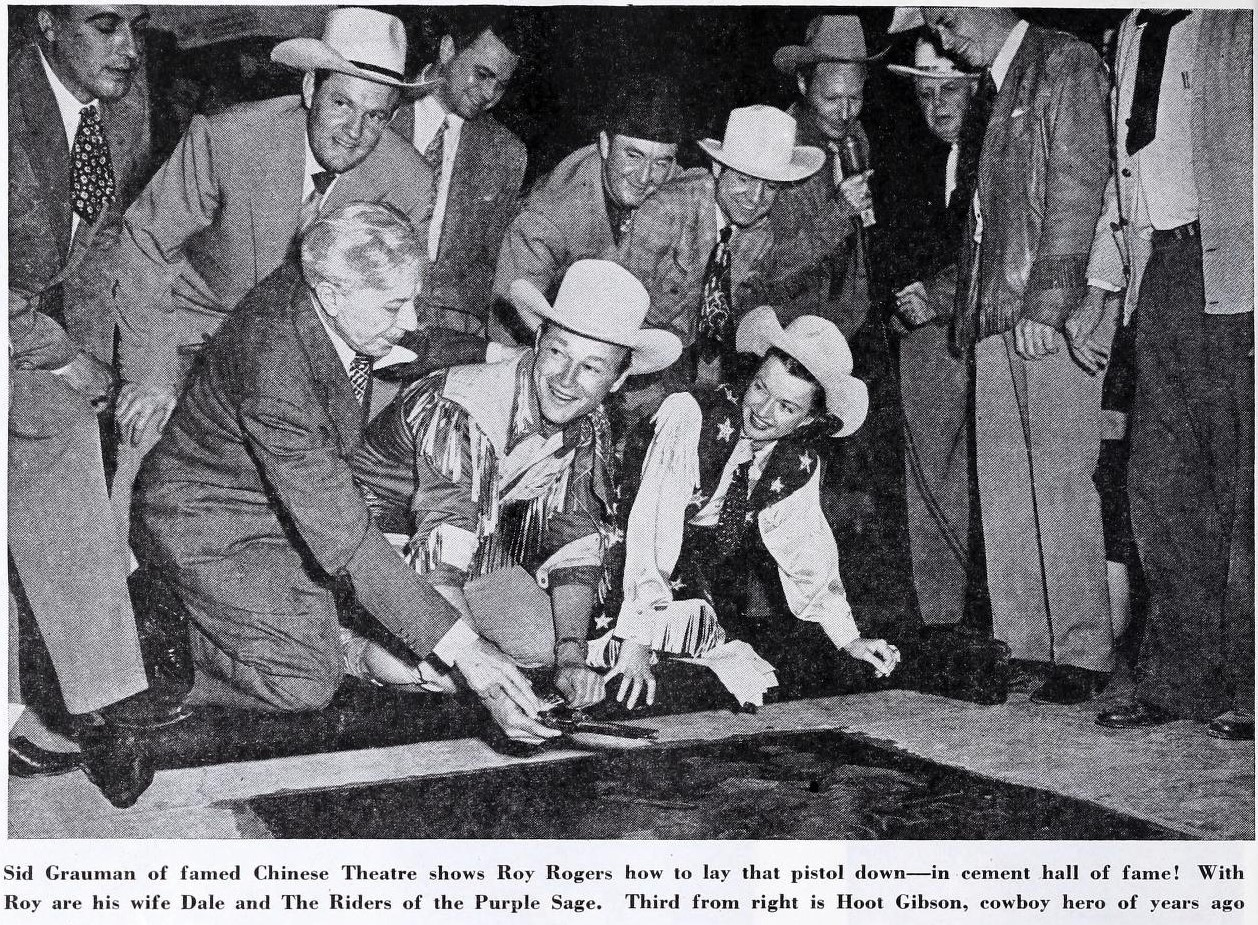
Sid Grauman, Roy Rogers, Dale Evans e Hoot Gibson (luglio 1949)

Chi dice che la cosa ebbe origine da Mary Pickford che, mentre si recava negli uffici di Grauman durante le ultime fasi della costruzione del teatro, mise un piede dentro del cemento fresco, lasciandovi la sua impronta. Altri propendono invece per Norma Talmadge. In ogni caso, Grauman decise che era un modo meraviglioso di avere una registrazione permanente delle star e iniziò a chiamare personalità cinematografiche per mettere mani e piedi nel cemento, una tradizione che continuò anche dopo la sua morte. Grauman non era unico proprietario del teatro che aveva come soci Mary Pickford, Douglas Fairbanks e Howard Schenck. Due anni dopo la sua apertura, vendette la propria quota ai Fox West Coast Theatres, rimanendone però direttore generale per il resto della sua vita. Il teatro, ogni anno, è visitato da oltre quattro milioni di persone.

### Altre attività
Grauman diversificò i suoi interessi anche al di fuori dagli ambiti dell'intrattenimento, ma i risultati non furono incoraggianti, così com'era successo anche a suo padre. Creò la Black Hills Exploration Corporation che si occupava dell'estrazione dell'oro vicino a Deadwood, nel Dakota del Sud. Grauman aveva convinto altri, come il cantante Al Jolson e molti dirigenti della compagnia cinematografica a unirsi a lui per investire nella compagnia. La società non ebbe successo e Grauman consigliò a tutti di uscire dall'impresa.

Legato al mondo del cinema, era molto amico di divi dello schermo, tra i quali vi era Roscoe "Fatty" Arbuckle. Fu dal suo ufficio al Million Dollar Theatre che il celebre attore chiamò la polizia per costituirsi dopo essere rimasto coinvolto in uno scandalo che gli avrebbe spezzato la carriera. Fu David Grauman a coniare per Mary Pickford - che conosceva già dai tempi di San Francisco, quando l'attrice si era esibita nei suoi teatri - il soprannome di "America's Sweetheart", "fidanzata d'America".

Sid apparve in alcuni film in piccoli cameo, dove si accennava alla sua fama hollywoodiana o ai suoi trascorsi durante la corsa all'oro.

### Ultimi anni e morte
Grauman non si sposò mai. Era molto attaccato alla madre e fu Rosa l'unica persona non famosa tra tutte quelle celebrità di cui il cemento conserva le impronte. Sid, dopo aver vissuto per trentacinque anni all'Ambassador Hotel di Los Angeles, passò i suoi ultimi sei mesi al Cedars-Sinai Medical Center. Non era malato, ma gli piaceva essere assistito in quell'ospedale. Mangiava fuori, nei migliori ristoranti e, la notte, vi tornava a dormire. Morì per un'occlusione coronarica il 5 marzo 1950. Fu sepolto al Forest Lawn Memorial Park Cemetery a Glendale, in California.

## Premi e riconoscimenti
Nel 1949, Grauman ricevette un Premio Oscar alla carriera con la motivazione: "Maestro dell'intrattenimento, che ha alzato gli standard delle esibizioni nei film". Inoltre, per il suo contributo all'industria del cinema, Sid Grauman ha una stella sulla Hollywood Walk of Fame al 6379 di Hollywood Boulevard.

## Filmografia

### Attore
- Hollywood, regia di James Cruze (1923)
- La febbre dell'oro (The Gold Rush), regia di Charles Chaplin (1925)
- Ben-Hur (Ben-Hur: A Tale of the Christ), regia di Fred Niblo (1925)
- Il richiamo della foresta (Call of the Wild), regia di William A. Wellman (1935)
- Hollywood Hotel, regia di Busby Berkeley (1937)
- Pazza per la musica (Mad About Music), regia di Norman Taurog (1938)